# Michael Horse
Michael Horse (născut Michael James Heinrich; n. 21 decembrie 1951, Tucson, Arizona, SUA) este un actor american cunoscut pentru interpretarea de personaje amerindiene în film și televiziune.

## Biografie
Horse s-a născut Michael James Heinrich lângă Tucson, Arizona pe 21 decembrie 1949. La vârsta de 10 ani, Horse s-a mutat în Los Angeles. Mama sa - Nancie Belle Posten - era suedeză. Tatăl său adoptiv, George Heinrich, s-a născut în Florida din părinți austrieci. Nancie a murit în 2004.

## Cariera
În rolul său de debut, l-a interpretat pe Tonto⁠(d) în lungmetrajul The Legend of the Lone Ranger⁠(d) din 1981; filmul a avut încasări slabe la box office.
După un rol în scurtmetrajul The Cowboy and the Frenchman⁠(d) (1988) al regizorului David Lynch, Horse l-a interpretat pe ofițerul de poliție Hawk în serialul de televiziune Twin Peaks (1990–91). A continuat să apară în Passenger 57⁠(d) (1992), House of Cards⁠(d) (1993), The Untouchables (1993-1994)⁠(d) și North of 60⁠(d) (1995-1997). L-a interpretat pe Squanto⁠(d) în episodul „Thanksgiving” al serialului Thanks⁠(d), pe ofițerul de poliție Owen Blackwood în primele patru episoade ale serialului Roswell și pe șeriful Tskany în episodul „Shapes⁠(d)” din Dosarele X în 1994. În 1999, a apărut în Walker, polițist texan în rolul lui John Red Cloud, proprietarul unei echipe de curse auto NASCAR și prieten al protagonistului Cordell Walker (Chuck Norris).
De asemenea, l-a interpretat activistul Dennis Banks⁠(d) al Mișcării amerindiene în filmul Lakota Woman: Siege at Wounded Knee⁠(d) din 1994, iar în anul următor a apărut în sitcomul Sons of Tucson⁠(d). Șapte ani mai târziu, a fost vocea prietenului lui Little Creek în Spirit - Armăsarul Vestului Sălbatic. În 2017, Horse a reluat rolul ofițerului Hawk în cel de-al treilea sezon al serialului Twin Peaks.
În 2020, l-a interpretat pe Twamie Ullulaq în cel de-al șaptelea sezon din The Blacklist⁠(d).

## Viața personală
Horse s-a descris în mai multe feluri: yaqui⁠(d), „de origine yaquiană” sau „de origine yaquiană, apaș mescalero⁠(d), zuni și descendent hispanic⁠(d), dar nu este înscris sau recunoscut de niciun trib. Pe 23 noiembrie 1993, s-a căsătorit cu actrița Sandra Dee Dombrowski în Nevada. Aceasta a apărut în episoade din Batman Beyond, The Zeta Project⁠(d) și Days of Our Lives⁠(d).

## Filmografie
| An   | Titlu                            | Rol                      | Note            |
| ---- | -------------------------------- | ------------------------ | --------------- |
| 1981 | The Legend of the Lone Ranger    | Tonto                    |                 |
| 1982 | The Avenging                     | Josuah                   |                 |
| 1986 | The Check Is in the Mail...      | Pool attendant           |                 |
| 1987 | Buckeye and Blue                 | Cherokee Bill            |                 |
| 1987 | Love at Stake                    | Medicine Man             |                 |
| 1988 | Rented Lips                      | Bobby Leaping Mouse      |                 |
| 1989 | Deadly Weapon                    | Indian Joe               |                 |
| 1992 | Twin Peaks: Fire Walk with Me    | Ofițerul Hawk            | Scene eliminate |
| 1992 | Passenger 57                     | Forget                   |                 |
| 1993 | House of Cards                   | Stoker                   |                 |
| 1995 | Riders in the Storm              | Dirty Bob                |                 |
| 1996 | American Strays                  | Lead Cop                 |                 |
| 1996 | Navajo Blues                     | Begay                    |                 |
| 1998 | Shattered Illusions              | Eddie                    |                 |
| 1998 | Star of Jaipur                   | Colonel Ironwood         |                 |
| 1999 | In the Blue Ground               | Andrew One Sky           |                 |
| 2001 | Dirt                             | Native American Convict  |                 |
| 2002 | Spirit: Stallion of the Cimarron | Little Creek's Friend    | Voce            |
| 2002 | Birdseye                         | Pete Longshadow          |                 |
| 2002 | The Short Films of David Lynch   | Broken Feather           | Documentar      |
| 2008 | Turok: Son of Stone              | Lead Raider / Chief      | Direct-to-video |
| 2013 | Skinwalker Ranch                 | Ahote                    |                 |
| 2014 | Twin Peaks: The Missing Pieces   | Ofițer Tommy 'Hawk' Hill |                 |
| 2014 | Behind the Door of a Secret Girl | Mr. Thomson              |                 |
| 2014 | Lights Camera Bullshit           | Narator                  |                 |
| 2017 | Dead Ant                         | Bigfoot                  |                 |
| 2020 | The Call of the Wild             | Edenshaw                 |                 |

### Televiziune
| An         | Titlu                                           | Rol                                            | Note                                        |
| ---------- | ----------------------------------------------- | ---------------------------------------------- | ------------------------------------------- |
| 1983       | It Takes Two                                    | Frank White                                    | Episodul: "Mother and Child Reunion"        |
| 1986       | Amazing Stories                                 | Male Friend / Indian                           | 2 episoade                                  |
| 1988       | Longarm                                         | Vasquez                                        | Film de televiziune                         |
| 1988       | The French as Seen by...                        | Broken Feather                                 | 2 episoade                                  |
| 1989       | Paradise                                        | Walking Water                                  | Episodul: "Burial Ground"                   |
| 1989–1991  | Twin Peaks                                      | Deputy Tommy 'Hawk' Hill                       | 28 de episoade                              |
| 1990       | New Kids on the Block                           | Various                                        | 14 episoade                                 |
| 1991       | P.S. I Luv U                                    | Russell Grayfox                                | Episoadul: "Unmarried... with Children"     |
| 1991       | The Torkelsons                                  | David Blackwing                                | Episodul: "Thanksgivingsomething"           |
| 1992–1993  | Wild West C.O.W.-Boys of Moo Mesa               | J.R.                                           | Voce, 8 episoade                            |
| 1993       | Mighty Max                                      | Yona-Ya-In                                     | Episodul: "The Maxnificent Seven"           |
| 1993       | The Untouchables                                | Agent George Steelman                          | 19 episoade                                 |
| 1994       | The X-Files                                     | Sheriff Charles Tskany                         | Episodul: "Shapes"                          |
| 1994       | Lakota Woman: Siege at Wounded Knee             | Dennis Banks                                   | Film de televiziune                         |
| 1994       | Problem Child                                   | Various                                        | 13 episoade                                 |
| 1994–1996  | Gargoyles                                       | Peter Maza / Carlos Maza                       | Voce, 4 episoade                            |
| 1995       | Hawkeye                                         | Jindoga                                        | Episodul: "Vengeance Is Mine"               |
| 1995       | 500 Nations                                     | Voice                                          | 3 episoade                                  |
| 1995       | Happily Ever After: Fairy Tales for Every Child | Sharp Flint                                    | Voce, episodul: "Snow White"                |
| 1995       | Life with Louie                                 | Cousin Joey                                    | Episodul: "The Fourth Thursday in November" |
| 1995–1997  | North of 60                                     | Andrew One Sky                                 | 19 episoade                                 |
| 1996       | The Real Adventures of Jonny Quest              | Various                                        | 4 episoade                                  |
| 1996       | The Incredible Hulk                             | Jefferson Whitedeer                            | Episodul: "And the Wind Cries... Wendigo"   |
| 1996, 1997 | Adventures from the Book of Virtues             | Waukewa's Father, Strong Wind, Chief           | Voce, 2 episoade                            |
| 1997       | Duckman                                         | Big Chief Fancy Pants                          | Voce, episodul: "Role with It"              |
| 1997       | The Legend of Calamity Jane                     | Quanna Parker                                  | Voce, 13 episoade                           |
| 1997, 1999 | Superman: The Animated Series                   | Ubu, Professor Black Wing, Sky Sentry Operator | Voce, 2 episoade                            |
| 1999       | Walker, Texas Ranger                            | John Red Cloud                                 | 2 episoade                                  |
| 1999       | Thanks                                          | Dissquantum / Squanto                          | Episodul: "Thanksgiving"                    |
| 1999       | Roswell                                         | Owen Blackwood                                 | 4 episoade                                  |
| 2000       | The Wild Thornberrys                            | Wildlife Ranger Sam Rainwater                  | Voce, episodul: "Pack of Thornberrys"       |
| 2000       | Lost in Oz                                      | Ponca                                          | Film de televiziune                         |
| 2000, 2002 | Malcolm in the Middle                           | Steve / Security Guy                           | 2 episoade                                  |
| 2001       | Dream Storm                                     | Andrew One Sky                                 | Film de televiziune                         |
| 2001       | Jackie Chan Adventures                          | Muntab Leader                                  | Voce, episodul: "Lost City of the Muntabs"  |
| 2001       | Kristin                                         | Jonathan Stillwater                            | Episodul: "The Secret"                      |
| 2002       | ChalkZone                                       | Bug O Nay Geeshig                              | Voce, scurtmetraj de televiziune            |
| 2004       | What's New, Scooby-Doo?                         | Leon Strongfeather                             | Voce, episodul: "New Mexico, Old Monster"   |
| 2004       | All Grown Up!                                   | Pizza Dude                                     | Voce, episodul: "Memoirs of a Finster"      |
| 2004       | JAG                                             | Wolf Tillicum                                  | Episodul: "Whole New Ball Game"             |
| 2007       | Bone Eater                                      | Storm Cloud                                    | Film de televiziune                         |
| 2010       | Sons of Tucson                                  | Mike Proudfoot                                 | 3 episoade                                  |
| 2012       | Young Justice                                   | Holling Longshadow                             | Voce, episodul: "Beneath"                   |
| 2014       | Hell on Wheels                                  | Native American                                | Episodul: "Bear Man"                        |
| 2017       | Twin Peaks                                      | Deputy Chief Tommy 'Hawk' Hill                 | 14 episoade                                 |
| 2017       | Godless                                         | Chief Narrienta                                | 2 episoade                                  |
| 2019       | Claws                                           | Mac Lovestone / Mac Locklear                   | 8 episoade                                  |
| 2020       | The Blacklist                                   | Twamie Ullulaq                                 | Episodul: "Twamie Ullulaq (No. 126)"        |
| 2022       | Motherland: Fort Salem                          | The Marshal                                    | 3 episoade                                  |